# Космос-1963
Космос-1963 је један од преко 2400 совјетских вјештачких сателита лансираних у оквиру програма Космос.
Космос-1963 је лансиран са космодрома Тјуратам, Бајконур, СССР, 16. августа 1988. Ракета-носач Сојуз је поставила сателит у орбиту око планете Земље. Маса сателита при лансирању је износила 6600 килограма. Космос-1963 је био осматрачки сателит.